# 馬里烏波爾舊水塔
馬里烏波爾舊水塔（羅馬化：Stara vodonapirna vezha）是烏克蘭頓涅茨克州馬里烏波爾的地標，位於該市中央區索博爾納街與薩夫丘克街的路口，是由烏克蘭建築師維克托·尼爾森設計，於1910年完工。此水塔高33公尺，由紅磚建成，上有壁柱與圓拱裝飾，內設有157階的螺旋梯。
俄羅斯雷賓斯克有一馬里烏波爾舊水塔的姊妹塔，也是由尼爾森設計的水塔，於1901年完工。

## 歷史
1908年4月25日，馬里烏波爾市議會批准建造馬里烏波爾的供水系統，由德國與丹麥裔的工程師維克多·尼爾森負責設計水塔。供水系統與水塔於1909年12月開工，翌年7月3日完工啟用。
水塔持續運作至1932年，後來先後被用作消防隊的瞭望台與銀行辦公室，現為遊客中心與觀景台。2016年塔內的創意空間「VEZHA」啟用，為舉辦展覽、演唱會與講座等活動的場地。

## 圖集

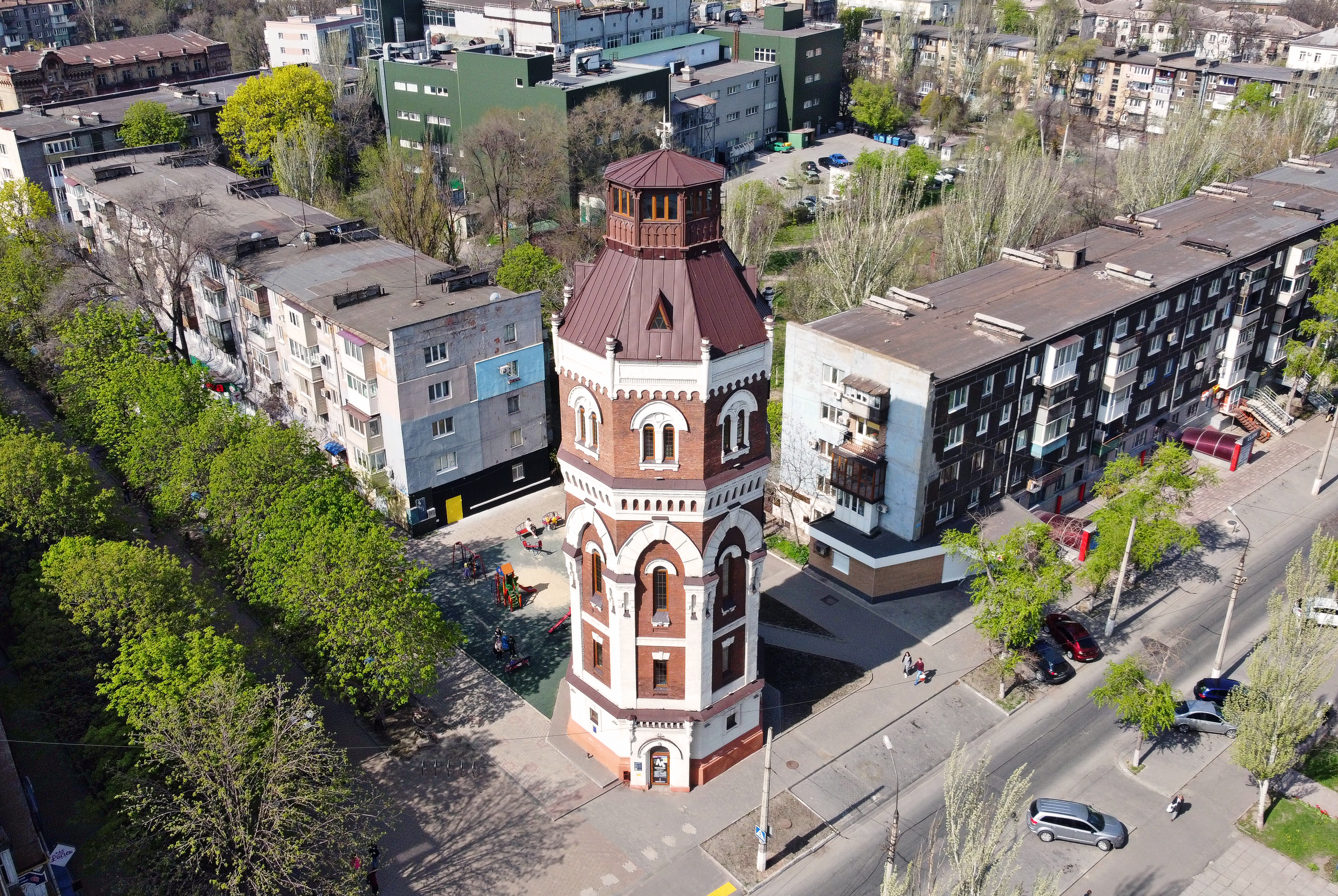
水塔與周圍鳥瞰圖
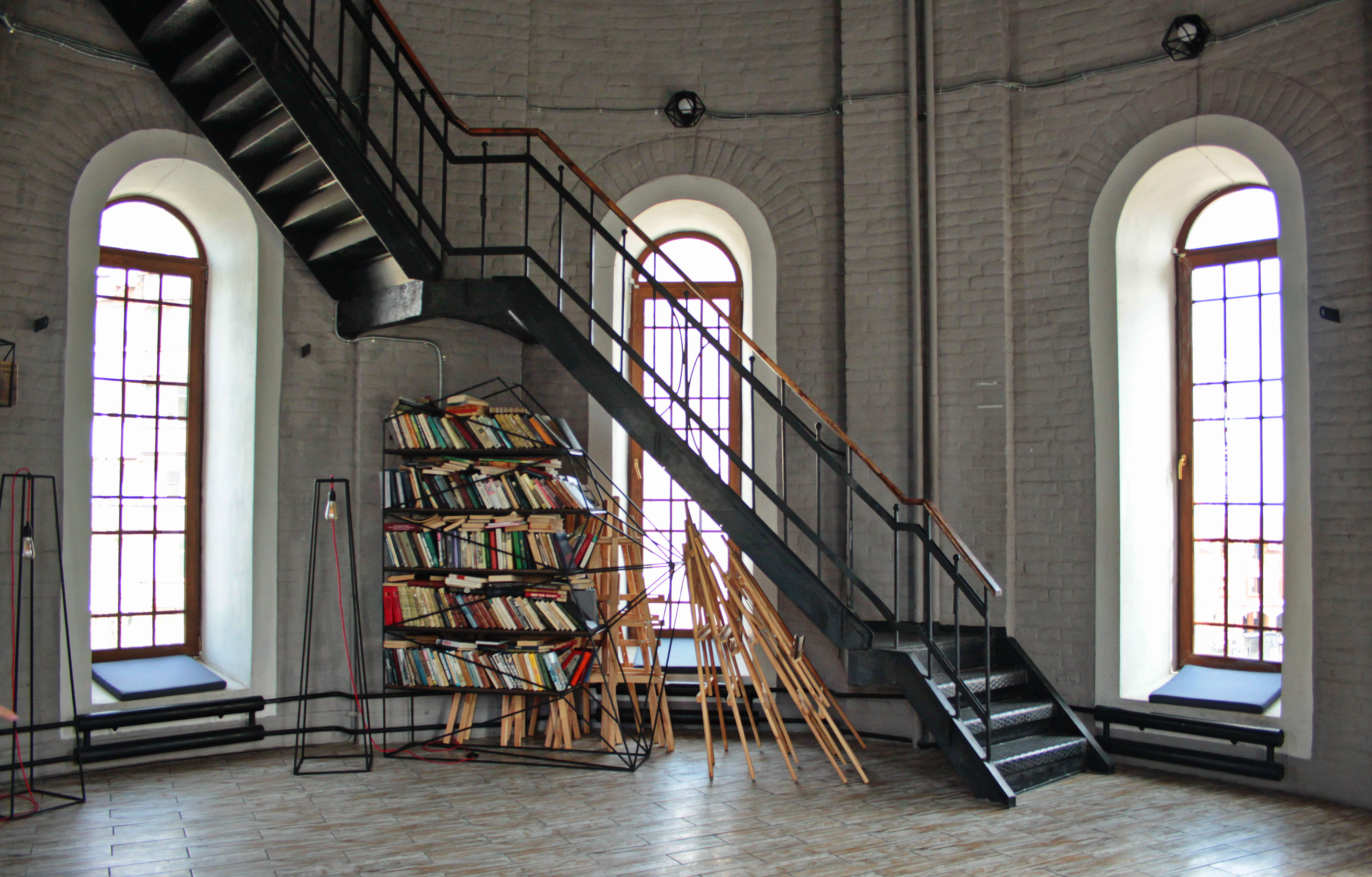
內部觀
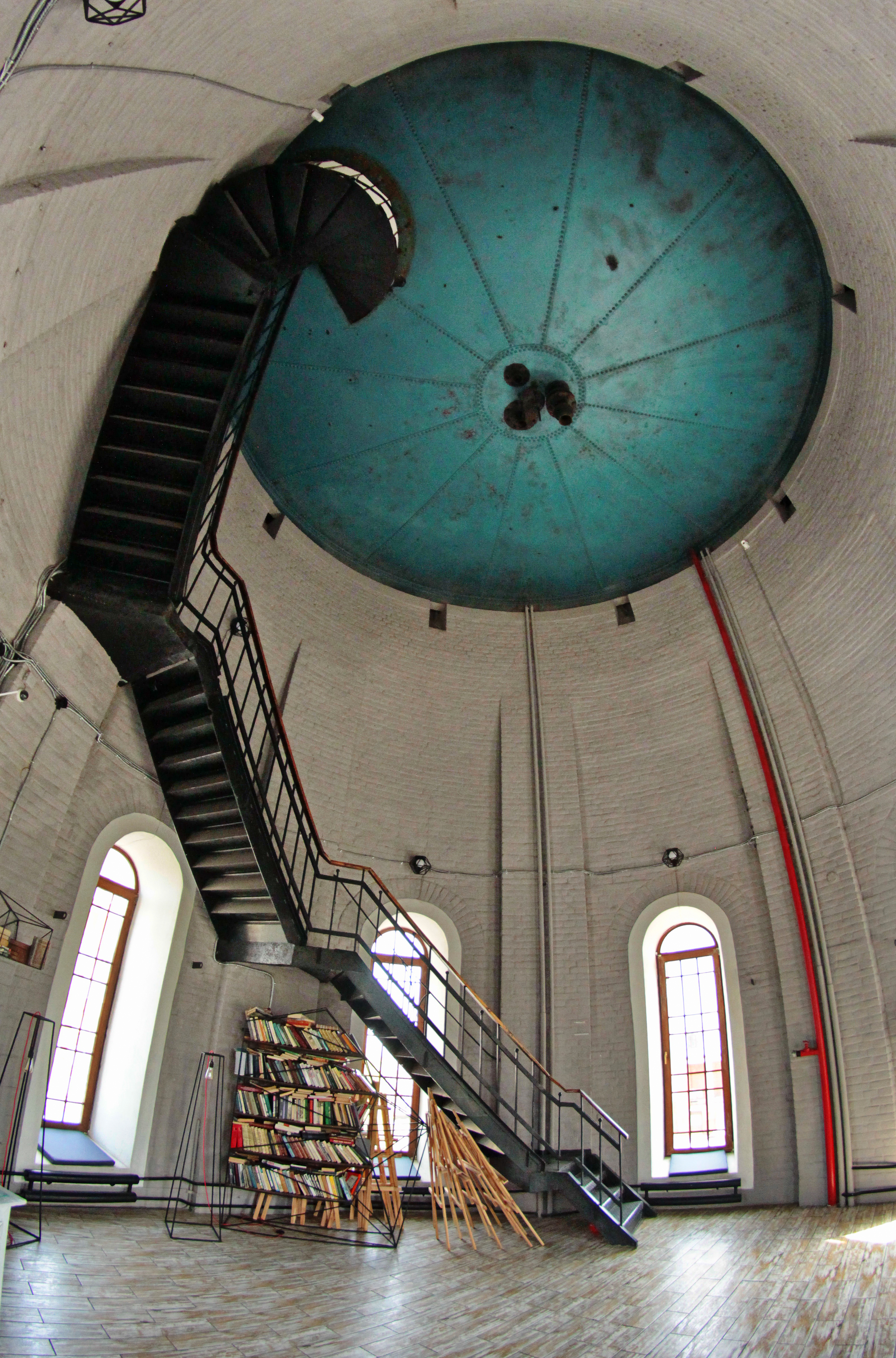
內部觀
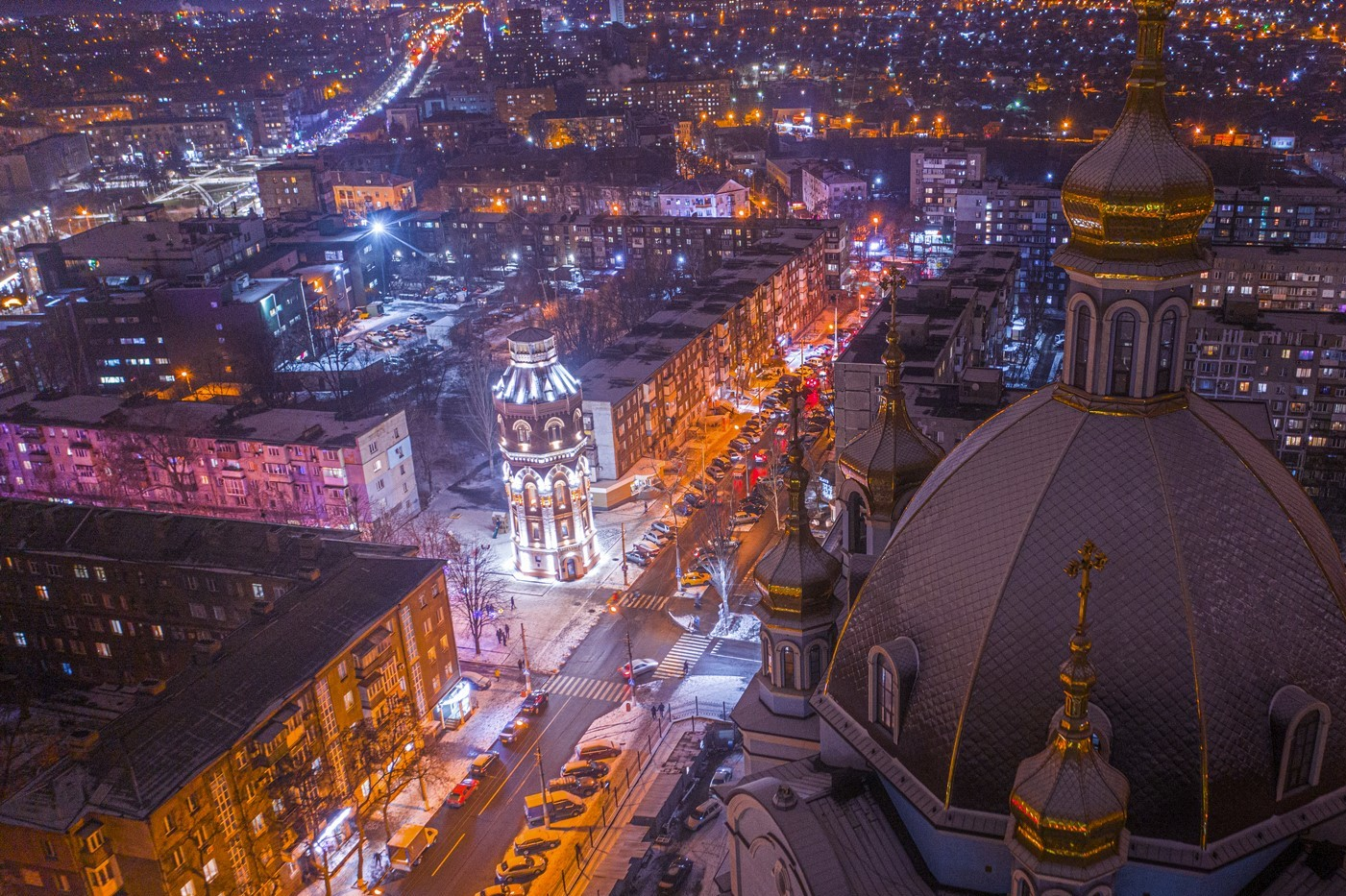
水塔夜景
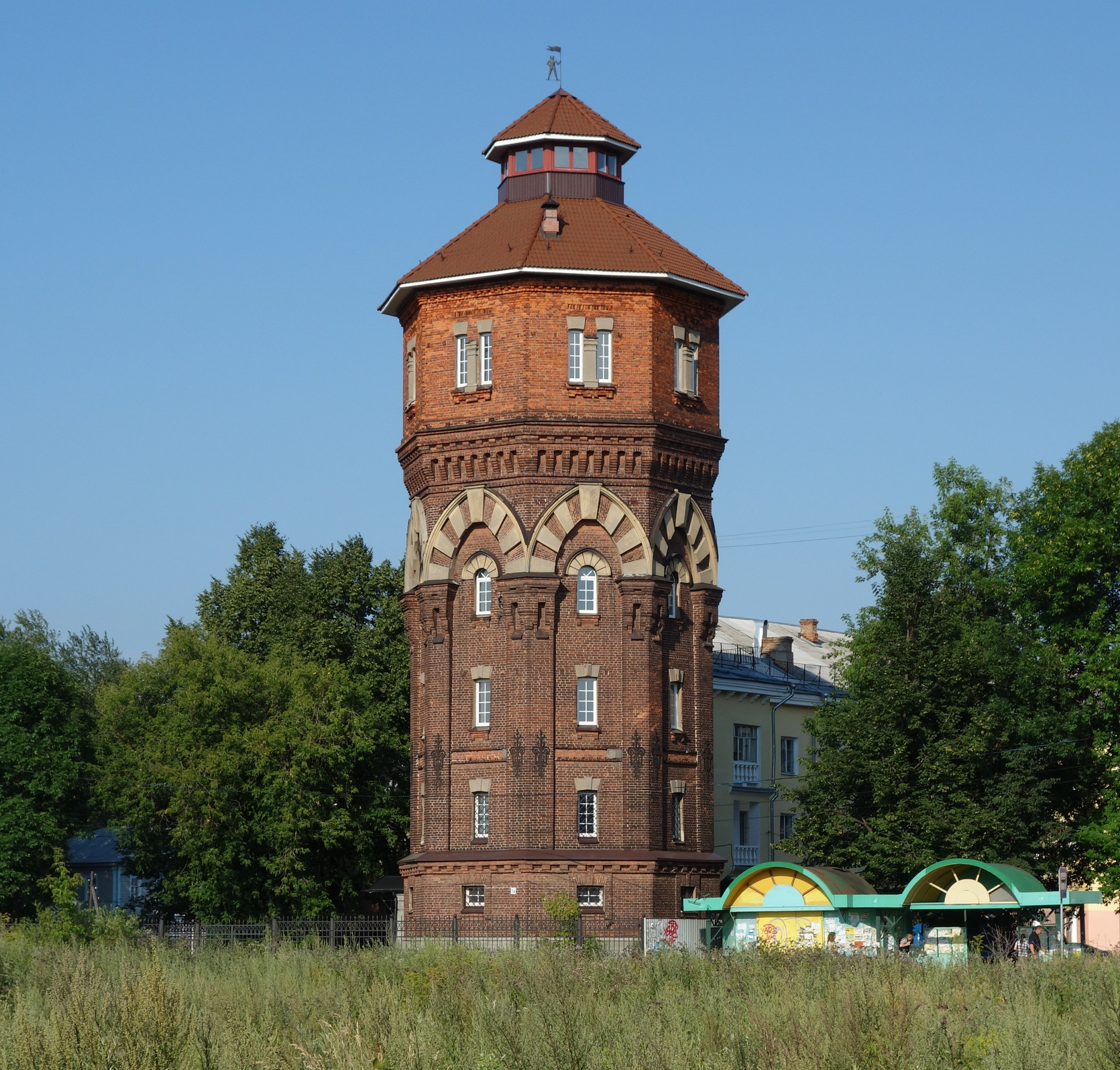
俄羅斯雷賓斯克的姐妹塔